# Дрисдейл, Клифф
Эрик Клиффорд (Клифф) Дрисдейл (англ. Eric Clifford 'Cliff' Drysdale) — южноафриканский, а впоследствии американский теннисист, спортивный администратор и журналист.
- Победитель Открытого чемпионата США в мужском парном разряде (1972)
- Обладатель Кубка Дэвиса (1974) в составе команды ЮАР
- Первый президент Ассоциации теннисистов-профессионалов (АТР) (1972—1974)

## Игровая карьера
В мае 1962 года Клифф Дрисдейл впервые вышел на корт в составе сборной ЮАР в матче Кубка Дэвиса с командой Швейцарии. Он выиграл свою первую игру в рамках этого соревнования, а позже помог сборной обыграть соперников из Франции и ФРГ. В этом же году он дебютировал в турнире Большого шлема — этим турниром стал чемпионат Франции. Хотя в Париже Дрисдейл проиграл в первом же круге, на чемпионате США того же года он уже обыграл двух соперников, а за следующий год выиграл три любительских турнира, включая чемпионат Нидерландов.
В следующие несколько лет выступлений Дрисдейл зарекомендовал себя как один из ведущих теннисистов-любителей мира, неоднократно входя в десятку сильнейших игроков года, составляемую газетой Daily Telegraph, а в 1965 году поднявшись в ней до четвёртого места. В этом году он стал полуфиналистом Открытого чемпионата Франции и Уимблдонского турнира в одиночном разряде, а на Открытом чемпионате США дошёл до финала, проиграв Мануэлю Сантане; на следующий год он ещё дважды побывал в полуфиналах турниров Большого шлема. В эти же годы он становился победителем чемпионатов Германии и ЮАР и финалистом чемпионата Италии.
В начале Открытой эры Дрисдейл стал одним из «Красивой восьмёрки» теннисистов, первыми подписавших контракты с только что созданной профессиональной ассоциацией World Championship Tennis (WCT). В дальнейшем он ещё больше десяти лет продолжал выступать в турнирах этой ассоциации и конкурирующего тура Гран-при, став при этом одним из основателей и первым президентом Ассоциации теннисистов-профессионалов (АТР). За Открытую эру он завоевал пять титулов в профессиональных турнирах в одиночном и шесть в парном разряде, включая победу в Открытом чемпионате США 1972 года в паре с британцем Роджером Тейлором. Помимо этих побед, он 25 раз проигрывал в финалах профессиональных турниров в одиночном и парном разрядах, а в общей сложности на его счету за любительскую и профессиональную карьеру было 35 титулов в одиночном и 24 — в парном разряде.
Со сборной ЮАР Дрисдейл несколько раз доходил до финала Европейской отборочной зоны Кубка Дэвиса, а в 1974 году, выиграв матч межзонального турнира у сборной Италии, получил право на участие в матче за главный трофей соревнования. Однако согласно жребию финал против команды Индии должен был приходить в ЮАР, и политическое руководство Индии приняло решение отказаться от игры. Южноафриканские теннисисты получили Кубок Дэвиса без борьбы, но это стало последней каплей в чаше терпения Дрисдейла, не скрывавшего негативного отношения к режиму апартеида. Он больше не выступал за сборную ЮАР, а позже отказался и от южноафриканского гражданства. Тем не менее вплоть до настоящего времени он остаётся рекордсменом сборной ЮАР по количеству побед (32) в одиночном разряде.
Свой последний титул в одиночном разряде Дрисдейл завоевал в 1978 году, а в парном — в 1979 году, завершив игровую карьеру после Уимблдонского турнира 1980 года. Он продолжал выступать в соревнованиях ветеранов и в 1989 году занимал первое место в рейтинге в своей возрастной категории.

## Участие в финалах турниров Большого шлема за карьеру (2)

### Одиночный разряд (1)
Поражение (1)
| Год  | Турнир        | Покрытие | Соперник в финале | Счёт в финале      |
| ---- | ------------- | -------- | ----------------- | ------------------ |
| 1965 | Чемпионат США | Трава    | Мануэль Сантана   | 2-6, 9-7, 5-7, 1-6 |

### Мужской парный разряд (1)
Победа (1)
| Год  | Турнир                 | Покрытие | Партнёр       | Соперники в финале         | Счёт в финале  |
| ---- | ---------------------- | -------- | ------------- | -------------------------- | -------------- |
| 1972 | Открытый чемпионат США | Трава    | Роджер Тейлор | Оуэн Дэвидсон Джон Ньюкомб | 6-4, 7-63, 6-3 |

## Титулы в течение Открытой эры

### Одиночный разряд (5)
| №  | Дата        | Турнир                              | Покрытие | Соперник в финале | Счёт в финале      |
| -- | ----------- | ----------------------------------- | -------- | ----------------- | ------------------ |
| 1. | 15 июл 1968 | Открытый чемпионат Швейцарии, Гштад | Грунт    | Том Оккер         | 6-3, 6-3, 6-0      |
| 2. | 4 апр 1971  | Майами, США                         | Хард     | Род Лейвер        | 6-2, 6-4, 3-6, 6-4 |
| 3. | 23 мая 1971 | Брюссель, Бельгия                   | Грунт    | Илие Настасе      | 6-0, 6-1, 7-5      |
| 4. | 25 фев 1974 | Майами (2)                          | Хард     | Том Горман        | 6-4, 7-5           |
| 5. | 22 янв 1978 | Балтимор, США                       | Ковёр    | Том Горман        | 7-5, 6-3           |

### Парный разряд (6)
| №  | Дата        | Турнир                              | Покрытие | Партнёр       | Соперники в финале             | Счёт в финале  |
| -- | ----------- | ----------------------------------- | -------- | ------------- | ------------------------------ | -------------- |
| 1. | 18 июл 1970 | Открытый чемпионат Швейцарии, Гштад | Грунт    | Роджер Тейлор | Том Оккер Марти Риссен         | 6-2, 6-3, 6-2  |
| 2. | 13 авг 1972 | Кливленд, США                       | Хард     | Роджер Тейлор | Чарли Пасарелл Фрэнк Фрёлинг   | 7-6, 6-3       |
| 3. | 9 сен 1972  | Открытый чемпионат США, Нью-Йорк    | Трава    | Роджер Тейлор | Оуэн Дэвидсон Джон Ньюкомб     | 6-4, 7-63, 6-3 |
| 4. | 28 июл 1975 | Цинциннати, США                     | Хард     | Фил Дент      | Марсельо Лара Хоакин Лойо-Майо | 7-6, 6-4       |
| 5. | 11 авг 1975 | Открытый чемпионат Канады, Монреаль | Хард     | Реймонд Мур   | Ян Кодеш Илие Настасе          | 6-3, 6-2       |
| 6. | 26 мар 1979 | Дейтон, Огайо, США                  | Ковёр    | Брюс Мэнсон   | Росс Кейс Фил Дент             | 3-6, 6-3, 7-6  |

## Дальнейшая карьера
В 1972—1974 годах Дрисдейл, стоявший у истоков Ассоциации теннисистов-профессионалов (АТР) вместе с антрепренёром Джеком Креймером и бизнесменом Дональдом Деллом, возглавлял её в качестве первого президента. В его президентскую каденцию состоялась первая серьёзная «демонстрация мускулов» новой организации — бойкот Уимблдонского турнира 1973 года, к которому присоединились 13 из 16 сильнейших игроков мира.

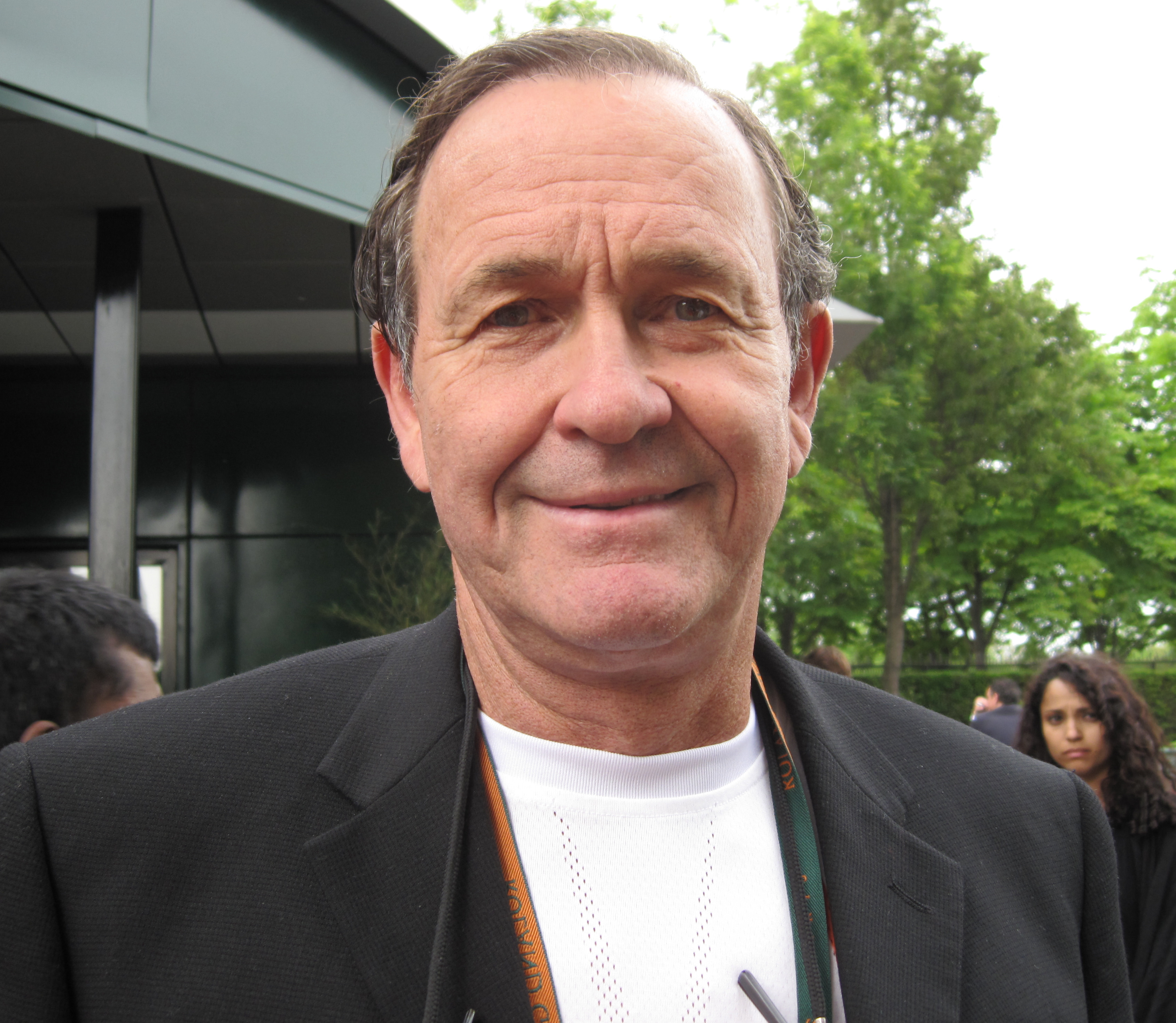
Клифф Дрисдейл в 2009 году

Ещё не завершив игровую карьеру, Дрисдейл уже сотрудничал как комментатор с компанией CBS. Позже он присоединился в качестве теннисного комментатора и аналитика к спортивной вещательной сети ESPN и уже через неделю после начала её работы в 1979 году провёл её первую трансляцию матча Кубка Дэвиса. Работа Дрисдейла с ESPN продолжается более 30 лет, на протяжении которых он стал основным ведущим теннисных программ сети. Он вёл и первую в истории компании трёхмерную трансляцию с матча Новака Джоковича и Жо-Вильфрида Тсонга. Он также работает как журналист с каналом АВС и журналом Tennis Magazine. На протяжении журналистской карьеры Дрисдейл неоднократно (в 1982, 1985, 1986 и 1991 годах) признавался читателями Tennis Magazine «ведущим года».
В 2001 году Дрисдейл, получивший к этому времени американское гражданство и проживающий в Майами, основал в США компанию Cliff Drysdale Tennis, специализирующуюся на менеджменте теннисных клубов в гостиницах и на курортах.
В 1998 году Клифф Дрисдейл был удостоен Приза имени Уильяма М. Джонстона, присуждаемого USTA за спортивное поведение и вклад в развитие тенниса. В сентябре 2012 года он был номинирован на включение в списки Международного зала теннисной славы, причём ему самому выпало объявить об этой номинации в ходе трансляции ESPN с Открытого чемпионата США. Эта новость была встречена аплодисментами собравшихся в студии коллег-комментаторов Пэм Шрайвер и Джона Макинроя, которые уже являются членами Международного зала теннисной славы. В марте 2013 года было подтверждено, что Дрисдейл станет членом Международного зала теннисной славы.